# Geschiedenis van de astronomie
Astronomie is waarschijnlijk de eerste wetenschap die door de mensheid beoefend werd. Vrijwel alle oude volkeren hebben zich beziggehouden met het beschrijven van de bewegingen van de sterren, omdat dat heel belangrijk was voor navigatie en landbouw. Om de sterren te herkennen werd de hemel vaak opgedeeld in sterrenbeelden.
Door vele oude culturen werden hemellichamen gezien als goddelijke zaken. Zo geloofden de Egyptenaren dat de zon werd voortgestuwd door een grote scarabee (mestkever) en de Oude Grieken dat de zonnegod Helios iedere dag rondreed op zijn wagen. Ook werden vele gebeurtenissen en voorspellingen opgehangen aan de bewegingen der hemellichamen wat leidde tot het ontstaan van de astrologie. De studie van de beoefening van astronomie door oude culturen wordt archeoastronomie genoemd.

## Prehistorie
In Engeland staat "Stonehenge". Dit is een complex van grote balkvormige stenen die in een cirkelvorm staan opgesteld. Er wordt vermoed dat de stand van de stenen naar het voorbeeld van de sterrenhemel is gekozen.
Vondsten tonen aan dat er kennis was over de sterrenhemel in diverse culturen. Zo speelt de zonnewende een belangrijk deel van de Megalithische tempels van Malta evenals de equinoxen. 

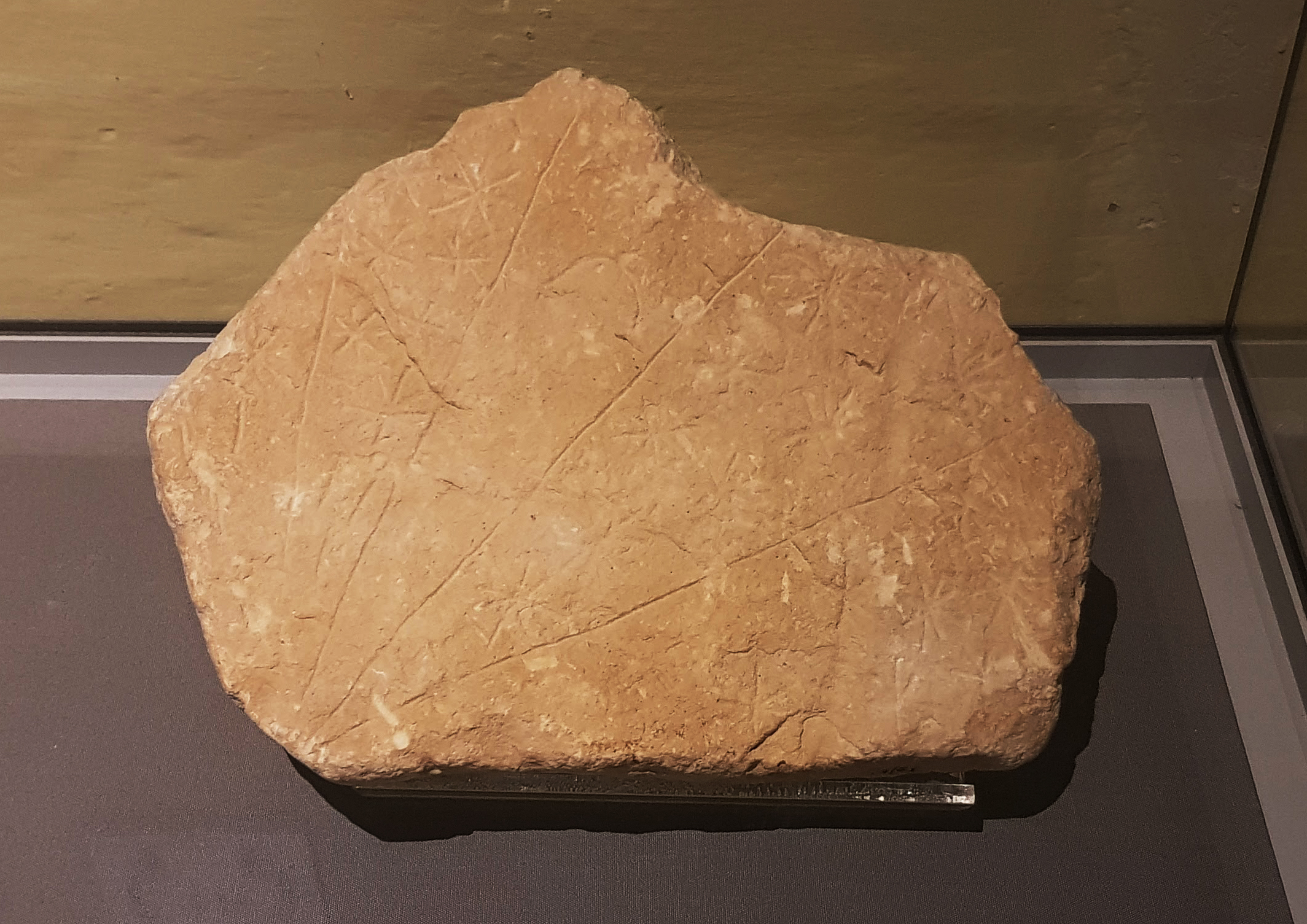
Sterrenkaart gevonden in de Tal-Qadi tempel (een van de Megalithische tempels van Malta)
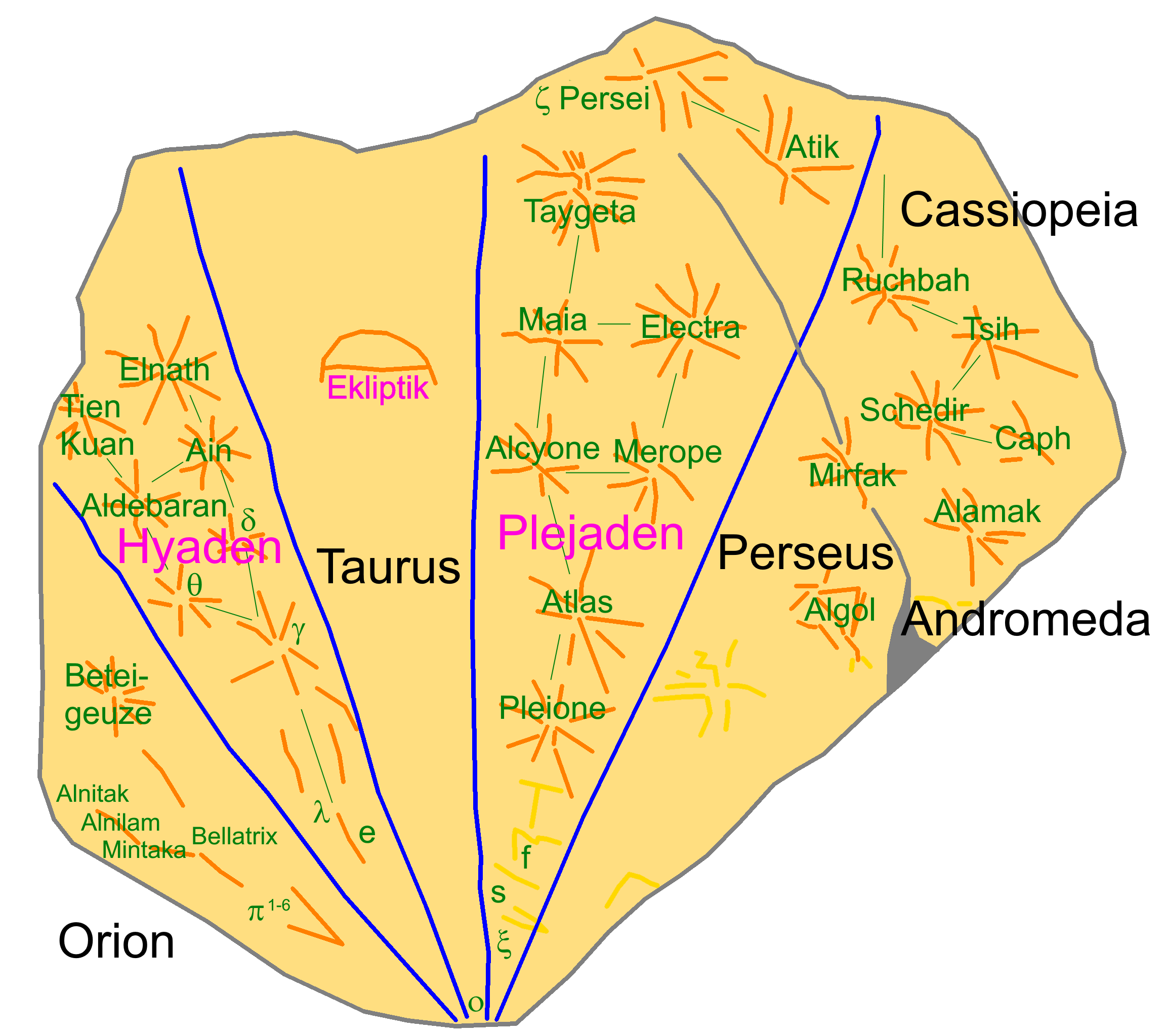
Sterrenkaart gevonden in de Tal-Qadi tempel (een van de Megalithische tempels van Malta)
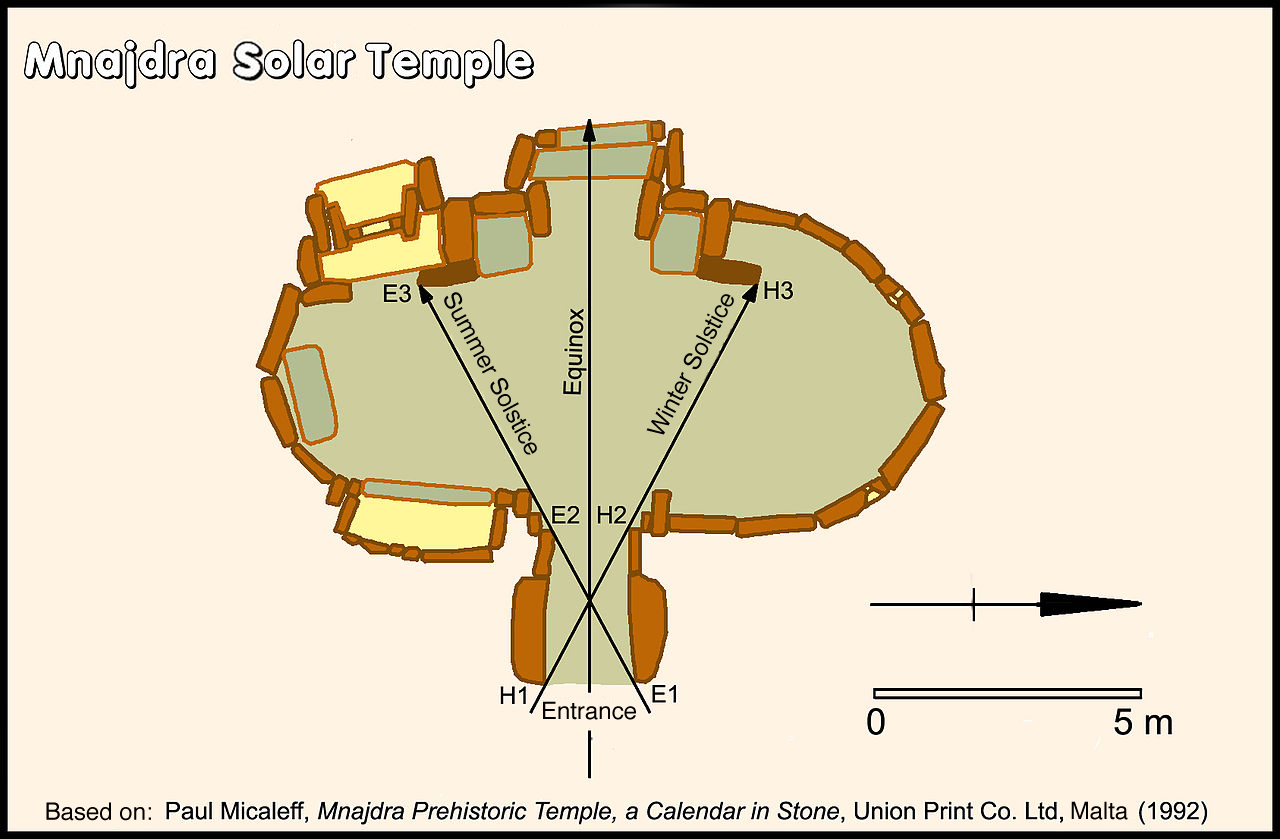
De equinoxen en zonnewendes in de zuidelijke tempel van de Megalithische tempels van Mnajdra
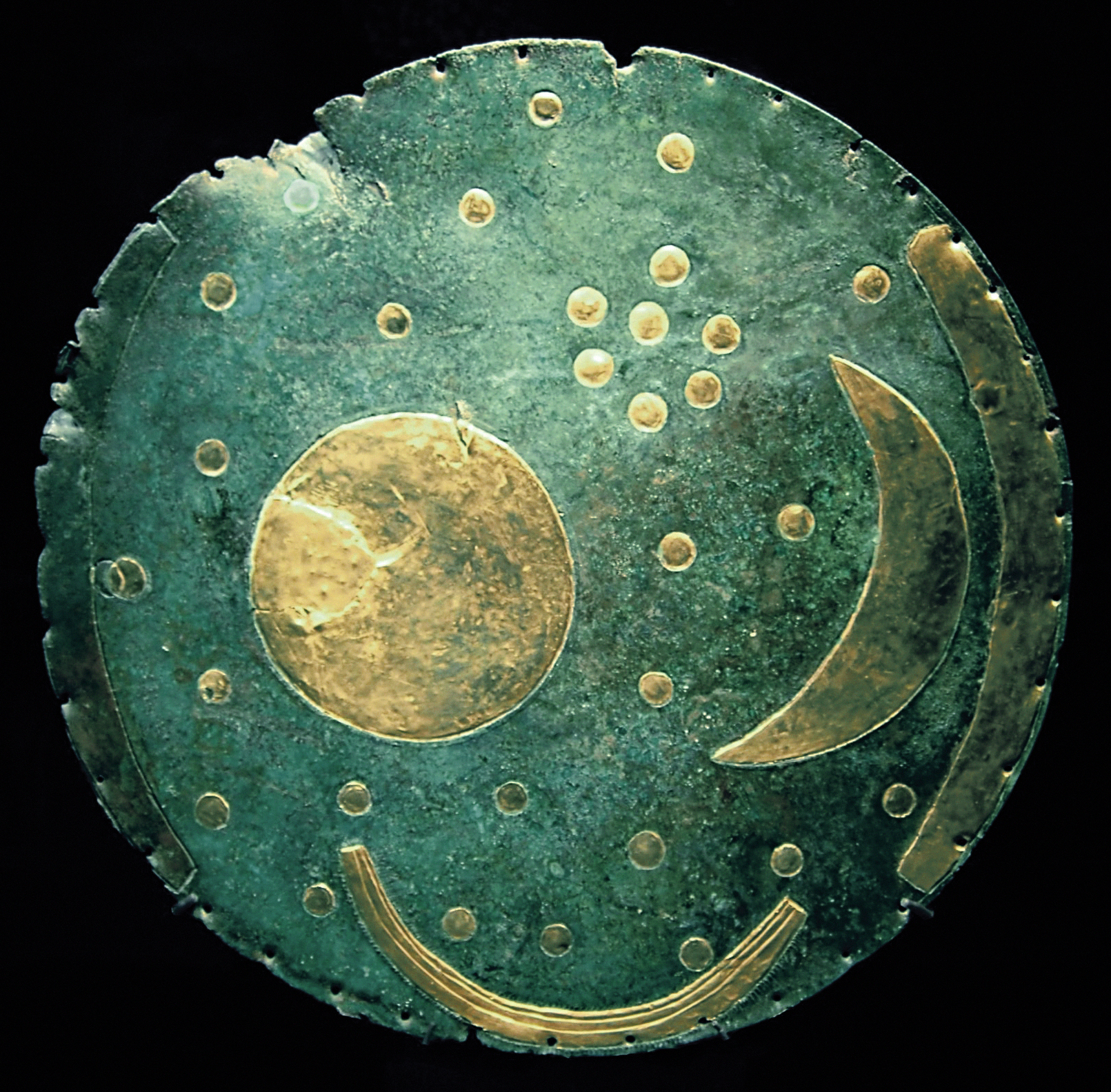
Hemelschijf van Nebra

## India
Van ongeveer het jaar 300 tot het jaar 500 was een groot deel van hedendaags India onderdeel van het Gupta-rijk. India was in die tijd in beschaving het verst gevorderde gebied op aarde. De Indiase cultuur oefende toen sterke invloed uit op geheel Zuidoost-Azië.
Enkele bekende astronomen zijn:
- Brahmagupta (598-668). Brahmagupta was ook de eerste die algebra gebruikte om astronomische vraagstukken op te lossen. Door de Brahmasphuta-siddhanta kreeg de Arabische wereld kennis van de Indiase wiskunde en astronomie.
- De sterrenkundige Kankah gebruikte de Brahmasphuta-siddhanta om het Hindoeïstische systeem van rekenkundige astronomie uit te leggen aan kalief Al-Mansoer (712-775) van het Abbasidenrijk. Al-Fazari vertaalde vervolgens, op verzoek van de kalief, de Brahmasphuta-siddhanta in het Arabisch onder de titel Sindhind
- Een andere bekende astronoom was Bhāskara II (1114–1185). In de twaalfde eeuw was Bhāskara II hoofd van de sterrenwacht van Ujjain. Hij werd vooral beroemd door zijn boek Lilavati, dat nieuwe gebieden in de wiskunde onder de aandacht bracht. Bhāskara II staat vooral bekend voor zijn bewijs van de stelling van Pythagoras.

## China
In China bestaat een oude traditie van sterrenkunde. Chinese waarnemers noteerden de verschijning van een komeet uit het Oosten in 1059 v.Chr., de oudst bekende vermelding. Twee soorten kometen werden onderscheiden: met een wazige atmosfeer (=coma) vrijwel zonder staart of met een duidelijke staart.
Zie ook Xi en He.

## Egypte
Een recente (pseudowetenschappelijke) theorie vertelt over bepaalde piramides van Gizeh als nabootsing van het sterrenbeeld Orion. Het is echter moeilijk te bepalen want slechts een deel van het sterrenbeeld zou nagebootst zijn. De rest moest misschien nog gebouwd worden of is al lang geleden verloren gegaan.

## Mesopotamië
Een overgeleverd tablet in spijkerschrift uit Mesopotamië is gedateerd op 74 na Christus, en gaat over astronomie. De Babylonische astronomen waren zeer geïnteresseerd in de studie van de sterren en de lucht, en konden reeds voorspellingen doen van eclipsen en zonsverduistering. Mensen dachten dat alles z'n doel had in de astronomie. Veel was hierbij gerelateerd aan religie en omens.
Uruk was bekend om zijn astronomie.

## Oude Grieken
De filosofen in de Griekse oudheid beschreven veel van de hemel in detail. Zo werden onder andere de dierenriem door hen bedacht. Eratosthenes, was, door schaduwen op zeer afgelegen punten te meten, in staat om zeer nauwkeurig de omtrek van de aarde te berekenen.

## Arabieren en Perzen
De Arabieren en Perzen hebben grote bijdragen geleverd aan de astronomie. Door hun grote interesse voor wiskunde, de wenselijkheid om de positie van Mekka te bepalen en hun wetenschappelijke interesse, bloeide de astronomie van de 8e tot de 13e eeuw in het Midden-Oosten. In Bagdad was het Huis der Wijsheid waar diverse astronomen zoals Thabit ibn Qurra en Al-Chwarizmi werkten. Later leverden ook de Pers Nasir al-Din al-Toesi en de koning-astronoom Ulug Bey uit Samarkand grote bijdragen.

## Middeleeuwen
In Europa gebeurde er in de middeleeuwen weinig op het gebied van astronomie. Reeds in de klassieke oudheid domineerde de overtuiging dat de aarde het middelpunt van de kosmos vormde (geocentrisme), hoewel daarop enkele uitzonderingen bestonden. De geocentrische opvatting (op basis van m.n. Ptolemaeus als autoriteit) bleef voortbestaan in de middeleeuwen. Hier en daar bestond wel discussie over de correctheid van het ptolemeïsche beeld van de kosmos, maar goede alternatieven werden niet geformuleerd, laat staan dat ze courant werden. Men wist echter wel dat de aarde bolvormig was, een notie die ook in Grieks-Romeinse tijden bekend was. Dat de middeleeuwers dit niet wisten, is een negentiende-eeuwse fabel.

## De Renaissance
In de zestiende eeuw kwam Copernicus met een opzienbarende nieuwe visie. Hij stelde dat niet de aarde, maar de zon in het midden stond. Hij kreeg bijval van Galileo en Johannes Kepler over deze theorie. Galilei kreeg later grote problemen met de kerk en werd gedwongen toe te geven dat het systeem met de aarde in het midden, zoals destijds algemeen aangehangen, het juiste systeem was. Thans hebben historici evenwel bepleit dat het proces van Galileï veeleer politieke dan theologisch-dogmatische oorzaken had.
Newton was de eerste wetenschapper die astronomie aan natuurkunde koppelde, en hij was in staat om vele bewegingen natuurkundig te verklaren en berekenen.

## Moderne astronomie
Dankzij moderne technologieën, zoals fotografie, spectrografie, telescopen, radiotelescopen en ruimtetelescopen nam de kennis over de astronomie een grote toevlucht in de 19e en 20e eeuw. Omdat de Nederlandse astronomie op een hoog niveau staat, leverden Nederlandse astronomen hieraan een relatief grote bijdrage. 
1. ↑  Farrington 1953, pp. 216-220.
2. ↑  Hannam 2011, pp. 272-273.
3. ↑  A. Vanderjagt, in Stoffers (ed.) 1994, p. 147.
4. ↑  Hannam 2011, pp. 332-334. Zie ook Redondi 1989.